# فرودگاه برنی
فرودگاه برنی (به انگلیسی: Burnie Airport) یک فرودگاه همگانی با کد یاتا BWT است که یک باند فرود آسفالت دارد و طول باند آن ۱۶۵۰ متر است. این فرودگاه در کشور استرالیا قرار دارد و در ارتفاع ۱۹ متری از سطح دریا واقع شده‌است.